# Hanns Martin Elster
Hanns Martin Elster (Pseudonyme: Hans Bruneck, Hanns Martin von Bruneck, * 11. Juni 1888 in Köln; † 17. November 1983 in Gräfelfing) war ein deutscher Schriftsteller.

## Leben
Hanns Martin Elster war der Sohn des Schriftstellers Otto Elster. Er studierte an den Universitäten in München, Paris, Leipzig und Wien und wurde  zum Doktor der Philosophie promoviert. Von 1911 bis 1913 gab er mit seinem Vater den Wilhelm-Raabe-Kalender heraus und 1919 mit Eufemia von Adlersfeld-Ballestrem einen Damenkalender. 1920 gründete er die Literaturzeitschrift Die Flöte und 1924 den Horen-Verlag, in dem die von ihm bis 1930 herausgegebene Zeitschrift Die Horen erschien. Von 1926 bis zu deren Auflösung 1933 war er Vorstandsmitglied und Schriftführer der Kleiststiftung.
Elster, der zum 1. Mai 1933 der NSDAP (Mitgliedsnummer 2.580.129) und nach eigenen Angaben spätestens im selben Jahr dem Kampfbund für deutsche Kultur beitrat, arbeitete nach der Machtübergabe an die Nationalsozialisten in der „Pressestelle für Beamte“ bei der Reichsleitung der NSDAP. Von 1933 bis 1934 war er Chefredakteur der Zeitschrift Das Dritte Reich des Reichsbundes der deutschen Beamten und von 1934 bis 1936 der „Nationalsozialistischen Beamtenzeitung“. Er legte am 28. Oktober 1933 gegen das Gelöbnis treuester Gefolgschaft beim Reichsverband Deutscher Schriftsteller Einspruch ein, weil sein Name nicht aufgeführt war und damit der falsche Eindruck entstehen könnte, „daß diejenigen Schriftsteller, die nicht in der Namensliste genannt sind, nicht zu dem Treuegelöbnis und zum Führer stehen.“
Nach dem Ende des Zweiten Weltkriegs gab Elster ab 1950 die Zeitschrift Die Lesewelt des Deutschen Bücherbundes heraus. Ab 1952 wirkte er als Verleger in Düsseldorf. Elster war von 1955 bis 1963 Präsident der Autorenvereinigung Die Kogge und ab 1968 Präsident der Gesellschaft der Bibliophilen.
Hanns Martin Elsters Werk umfasst literaturgeschichtliche Abhandlungen, Biografien sowie Ratgeber zur Persönlichkeitsbildung. Daneben gab er zahlreiche Einzelwerke und Werkausgaben deutscher Autoren heraus und übersetzte aus dem Französischen.
In der SBZ wurden nach dem Ende des Zweiten Weltkriegs folgende Werke Elsters auf die Liste der auszusondernden Literatur gesetzt: Dietrich Eckart. Der deutsche Dichter und Vorkämpfer des Nationalsozialismus (Berlin 1934), Liebe und Ehe (ab der 11. Auflage 1936), das um 1934 im Verlag der Nationalsozialistischen Volkswohlfahrt erschienene Buch Gesunde Eltern – gesunde Kinder!, Bismarck (Hoffmann u. Campe, Hamburg 1944), Heinrich der Löwe (Hoffmann u. Campe 1940) sowie Elsters Buch Was verrät Gesicht und Haltung? (Rudolphsche Verlagsbuchhandlung, Dresden 1939).
In der DDR wurde zusätzlich Reichsfreiherr vom und zum Stein in der Ausgabe von 1935 verboten, da er im Vorwort dieser dritten Auflage den NS-Staat als eine Art Verwirklichung des Steinschen Staatsideals gefeiert hatte.
In dem Theaterstück Alma von Joshua Sobol tritt Elster als Freund des Schriftstellers Franz Werfel auf.

## Schriften

### Als Verfasser
- Adolf Bartels als Dichter, München 1907 (unter dem Namen Hanns Martin von Bruneck)
- Gustav Frenssen, Leipzig-Co. 1911
- Richard Schaukal, Leipzig-Co. 1911
- Hundert Jahre Verlag Fr. Wilh. Grunow, Leipzig 1919
- Wie erlange ich Gedächtniskraft?, Dresden 1919
- Freiherr vom Stein, Berlin 1920
- Walter von Molo und sein Schaffen, München 1920
- Liebe und Ehe, Dresden-A. 1921 (unter dem Namen Hans Bruneck)
- Die Erneuerung des deutschen Theaters, Regensburg 1922
- Frank Wedekind und seine besten Bühnenwerke, Berlin (u. a.) 1922
- Hugo von Hofmannsthal und seine besten Bühnenwerke, Berlin (u. a.) 1922
- Moritz von Schwind, Berlin 1924
- Minister Freiherr vom Stein, Berlin 1925
- Schillers Leben, Berlin 1925
- Brzeziny, Berlin 1934
- Dietrich Eckart, Berlin 1934
- Ernst von Wildenbruch, Berlin 1934
- Admiral Scheer, der Sieger in der Seeschlacht vor dem Skagerrak, Leipzig 1935
- Kriegsmeldehund Tom, Berlin 1938 (zusammen mit Otto Albrecht)
- Kriegsminister, General-Feldmarschall, Ministerpräsident Graf Albrecht von Roon, Berlin 1938
- Wie überwindet man Schüchternheit und Lebensangst?, Dresden 1938
- Bismarck, Hamburg 1939
- Was verrät Gesicht und Haltung?, Dresden 1939
- Wirke durch dein Gesicht, Dresden 1939
- Heinrich der Löwe, Hamburg 1940
- Wie kann ich größer werden?, Dresden 1940

### Als Herausgeber
- Daniel Elster: Die Irrfahrten des Daniel Elster. 2 Bde. Stuttgart 1912
- Hans Jakob Christoffel von Grimmelshausen: Der abenteuerliche Simplicius Simplicissimus, Berlin 1913
- Ernst von Wildenbruch: Ausgewählte Werke, 4 Bde. Berlin 1919
- Johann Hermann Detmold: Satiren, Berlin 1920
- Deutsche Dichterhandschriften. 13 Bde. Lehmannsche Verlagsbuchhandlung, Dresden 1920–1922
  - Bd. 1: Thomas Mann (Digitalisat im Internet Archive)
  - Bd. 2: Wilhelm Raabe (Digitalisat im Internet Archive)
  - Bd. 3: Walter von Molo
  - Bd. 4: Clara Viebig (Digitalisat im Internet Archive)
  - Bd. 5: Börries, Freiherr von Münchhausen (Digitalisat im Internet Archive)
  - Bd. 6: Hermann Hesse (Digitalisat im Internet Archive)
  - Bd. 7: Ernst von Wildenbruch
  - Bd. 8: Wilhelm Schäfer (Digitalisat im Internet Archive)
  - Bd. 9: Carl Hauptmann
  - Bd. 10: Gustav Frenssen (Digitalisat im Internet Archive)
  - Bd. 11: Elisabeth von Heyking
  - Bd. 12: Waldemar Bonsels
  - Bd. 13: Stefan Zweig
- Annette von Droste-Hülshoff: Gesammelte Werke, 3 Bände, Weimar 1923 (Gedichte und Balladen/Das geistliche Jahr/Erzählungen in Vers und Prosa)
- Helmuth Karl Bernhard von Moltke: Helmuth von Moltke, Stuttgart 1923
- Die deutsche Novelle der Gegenwart, Berlin 1925
- Jacob Grimm: Kinder- und Hausmärchen, Berlin 1925
- Das Pantheon, Berlin 1925
- Der deutsche Genius. Ein Sammelwerk aus deutscher Vergangenheit und Gegenwart für Haus und Schule. Geleitwort Thomas Mann. Berlin 1926
- Gustav Freytag: Gesammelte Werke. Leipzig 1926. 5 Werke in 12 Bänden (1: Erinnerungen aus meinem Leben; 2–3: Soll und Haben; 4–5: Die verlorene Handschrift; 6–8: Die Ahnen; 9–12: Bilder aus der deutschen Vergangenheit)
- Zur Feierstunde, Leipzig 1936
- Deutsche Helden und Heldentaten im Weltkrieg. Stuttgart 1937
- Harald von Wilda: Die Kunst, Briefe zu schreiben. Dresden 1939
- Theodor Fontane: Bilderbuch aus Frankreich, Berlin 1941
- Theodor Fontane: Preußische Generäle, Berlin 1943
- Georg Büchmann: Geflügelte Worte, Stuttgart 1956
- Georg Alexander Mathéy: Georg Alexander Mathéy, Wiesbaden 1957
- Karl Röttger: Ausgewählte Werke, 2 Bde. Emsdetten 1958
- Heinrich Heine: Gesammelte Werke, 2 Bde. Gütersloh 1959 (Einleitung, Gedichte/Versepen)
- Josef Winckler: Irrgarten Gottes. Der chiliastische Pilgerzug, Stuttgart 1967
- Josef Winckler: Die heiligen Hunde Chinas, Stuttgart 1968
- Alfons Paquet: Gesammelte Werke, Stuttgart 1970 (Gedichte/Romane, Erzählungen/Reisen)
- Josef Winckler: Schneider Börnebrink, 2 Bde. Emsdetten 1976
- Josef Winckler: Trilogie der Zeit. Eiserne Welt, Emsdetten 1981
- Fritz von Unruh: Sämtliche Werke, Berlin, von Elster 2 Bde. hgg.:
  - 11. Der Sohn des Generals, 1983
  - 17. Opfergang, Politeia, Biographien, 1979

### Als Übersetzer
- Honoré de Balzac: Vetter Pons, Düsseldorf 1952
- Andreas Capellanus: Des königlich fränkischen Kaplans Andreas 3 Bücher über die Liebe, Dresden 1924
- Guy de Maupassant: Die schönsten Novellen, München 1924
- Maila Mikkola: Der Untergang von Pimeänpirtti, Hamburg 1943 (übersetzt zusammen mit Rita Öhquist)